# Phil Scott
Phillip Brian Scott, detto Phil (Barre, 4 agosto 1958), è un politico statunitense, governatore del Vermont a partire dal 5 gennaio 2017 ed in precedenza vicegovernatore dello stesso stato dal 2011 al 2017. Ancor prima, Scott ha servito come senatore statale dal 2001 al 2011.

## Biografia
Scott nasce a Barre, nel Vermont. Nel 1976 ha ottenuto una laurea alla Spaulding High School della sua città e una seconda all'Università del Vermont nel 1980, dove ha ricevuto un bachelor of science in educazione industriale. Ha iniziato a lavorare come operaio a Middlesex dopo aver conferito il diploma di liceo. Nel 1986 ne diventa co-proprietario.
Iscrittosi al Partito Repubblicano, Scott venne eletto al Senato per il Vermont nel 2000, a cui sono susseguiti altri quattro mandati fino al 2011. Durante la sua carriera di senatore, ha ricoperto la carica di vicepresidente del comitato trasporti e presidente della commissione delle istituzioni. In precedenza ha lavorato come membro del comitato di risorse naturali e dell'energia, cambiando le pratiche per la guida del bilancio di costruzione del capitale dello stato. Durante questo periodo ha servito per altre commissioni speciali, tra cui il Consiglio di nomina giudiziaria e del comitato del Consiglio legislativo.
Nel 2010 viene nominato dal candidato democratico alle elezioni governatoriali del Vermont Peter Shumlin come vicegovernatore. Dopo la vittoria di Shumlin, Scott viene eletto vicegovernatore, entrando in carica nel 2011. Manterrà la sua carica per altri due mandati nel 2012 e nel 2014.
Nel 2016, dopo il ritiro del governatore Shumlin dalla ricandidatura, decide di candidarsi alle nuove elezioni, che si sono tenute in contemporanea con le elezioni presidenziali. Le elezioni hanno visto la vittoria di Scott, che ha battuto la democratica Sue Minter. È entrato in carica il 5 gennaio successivo.
In occasione delle elezioni presidenziali del 3 novembre 2020, ha dichiarato di aver votato il candidato democratico Joe Biden, sostenendo che avrebbe riunito il paese più di Trump. Ricandidatosi a governatore in contemporanea con le elezioni, viene rieletto con oltre il 68%, battendo lo sfidante democratico e suo vicegovernatore David Zuckerman.
Come molti repubblicani del nord-est, Scott è uno dei membri più moderati del suo partito, con posizioni piuttosto progressiste su temi come le unioni civili, l'aborto e il diritto a portare armi.